# Leptostomum celebicum
Leptostomum celebicum là một loài rêu trong họ Bryaceae. Loài này được Broth. mô tả khoa học đầu tiên năm 1899.
Danh pháp loài này chưa ổn định 